# Vilhelmas Nopensas
Vilhelmas Nopensas (deutsch: Willi Nopens, * 15. März 1903; † 8. Juni 1978) war ein litauisch-deutscher Fußballspieler.

## Leben
Der Vater von Nopens arbeitete als Stellmacher und Bautischler in Minneiken im preußischen Landkreis Heydekrug. Mit einem Deutz betriebenen Motor betrieb er eine Werkstatt und half zusammen mit seinem Vater den Bauern der Umgebung beim Dreschen. Nopens war in der Bauernjugend in Wießen aktiv.
Der Abwehrspieler spielte in seiner gesamten Fußballkarriere für die SpVgg Memel. Mit der Mannschaft nahm er zwischen 1924 und 1931 als Teil des deutschen Spielbetriebs an der baltischen Fußballmeisterschaft teil. Gleichzeitig nahm der Verein ab dem Jahr 1924 aus der annektierten nunmehrigen litauischen Stadt Klaipėda unter dem Namen Spielvereinigung Klaipeda auch am litauischen Spielbetrieb teil. 1924 wurde die Spielvereinigung litauischer Vizemeister. Nachdem der litauische Fußballverband unter Berufung auf die FIFA-Satzungen verlangte, „dass sämtliche Meisterschaften nur noch innerhalb der litauischen Grenzen ausgetragen werden“, belegte er im Sommer 1931 desselben Jahres sämtliche SpVgg-Mannschaften mit einem einjährigen Spielverbot, weil der Verein sich weigerte, freiwillig aus dem Baltischen Verband auszutreten. Auf Grund der Disqualifikation konnte der Verein nicht mehr an der deutschen Fußballendrunde teilnehmen. Nopensas beendete nach der Saison 1930/31 seine Fußballkarriere, nachdem die Endrunde um die ostpreußische Meisterschaft gegen den VfB Königsberg verloren wurde und Memel das einjährige Spielverbot antrat.
Im August 1924 debütierte der deutschstämmige Nopensas in der Litauischen Fußballnationalmannschaft gegen Lettland. Bei der 2:4-Niederlage in Kaunas erzielte der Abwehrspieler zwei Tore, wodurch er zwischen 1924 und 1926 Litauens Rekord für internationale Länderspieltore hielt. Mit Litauen nahm er in den Jahren 1928, 1929 und 1930 am Baltic Cup teil. Beim Turnier von 1930 führte er Litauen als Mannschaftskapitän zum ersten Titel im Baltikum. Sein letztes von elf Länderspielen absolvierte er im August 1931 gegen Rumänien.